# Dolomedes albicomus
Dolomedes albicomus là một loài nhện trong họ Pisauridae.
Loài này thuộc chi Dolomedes. Dolomedes albicomus được Ludwig Carl Christian Koch miêu tả năm 1867.